# Sorong (Regierungsbezirk)
Sorong ist ein indonesischer Regierungsbezirk (Kabupaten) in der indonesischen Provinz Papua Barat Daya auf der Insel Neuguinea. Stand 2020 leben hier circa 123.700 Menschen. Der Regierungssitz des Kabupaten Sorong ist Aimas.

## Geographie
| Distrikt Distrik | Dörfer Kampung/ Kelurahan | Distrikt Distrik | Dörfer Kampung/ Kelurahan |
| ---------------- | ------------------------- | ---------------- | ------------------------- |
| Aimas            | 3                         | Mariat           | 4                         |
| Bagun            | 9                         | Maudus           | 9                         |
| Beraur           | 13                        | Mayamuk          | 8                         |
| Botain           | 4                         | Moisegen         | 9                         |
| Buk              | 7                         | Saengkeduk       | 6                         |
| Hobard           | 7                         | Salawati         | 3                         |
| Klabot           | 8                         | Salawati Selatan | 6                         |
| Klamono          | 10                        | Salawati Tengah  | 7                         |
| Klasafet         | 5                         | Sayosa           | 6                         |
| Klaso            | 7                         | Sayosa Timur     | 6                         |
| Klawak           | 12                        | Seget            | 9                         |
| Klayili          | 8                         | Segun            | 9                         |
| Konhir           | 8                         | Sorong           | 4                         |
| Makbon           | 15                        | Sunook           | 7                         |
| Malabotom        | 9                         | Wemak            | 6                         |

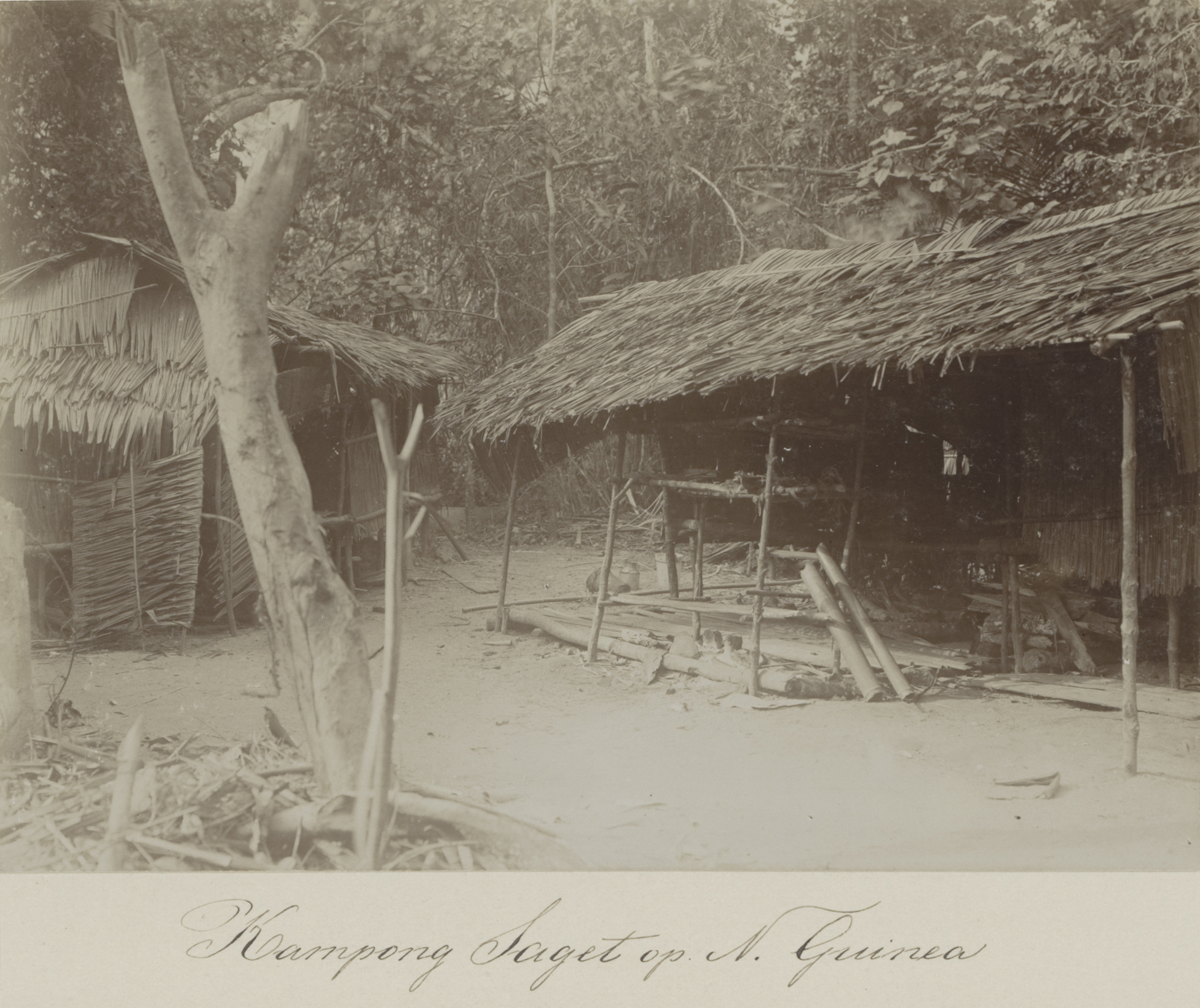
Kampung Seget im Jahr 1899

Sorong liegt im nördlichen Teil der Provinz Papua Barat Daya auf der Vogelkophalbinsel. Dort bildet es den westlichen Teil der Halbinsel. Im Osten grenzt es an die Regierungsbezirke Tambrauw und Sorong Selatan. Im Westen grenzt es an Raja Ampat und die Stadt Sorong. Im Norden und Süden wird es vom Meer eingegrenzt. Administrativ unterteilt sich Sorong in 30 Distrikte (Distrik) mit 225 Dörfern (Kampung) und 26 Kelurahan.

## Einwohner
2020 lebten in Sorong 123.697 Menschen. Die Bevölkerungsdichte beträgt 23 Personen pro Quadratkilometer. 49 Prozent der Einwohner sind Protestanten, 49 Prozent Muslime und die restlichen 2 Prozent teilen sich Katholiken, Hindus, Buddhisten und Konfuzianer.